# Opius distortus
Opius distortus är en stekelart som beskrevs av Papp 1980. Opius distortus ingår i släktet Opius och familjen bracksteklar. Inga underarter finns listade i Catalogue of Life.